# 諏訪神社古墳
諏訪神社古墳（すわじんじゃこふん、諏訪古墳）は、群馬県藤岡市藤岡にある古墳。形状は前方後円墳。本郷・小林古墳群を構成する古墳の1つ。藤岡市指定史跡に指定されている（指定名称は「諏訪古墳」）。
本項では、諏訪神社古墳の北にある諏訪神社北古墳についても解説する。

## 概要

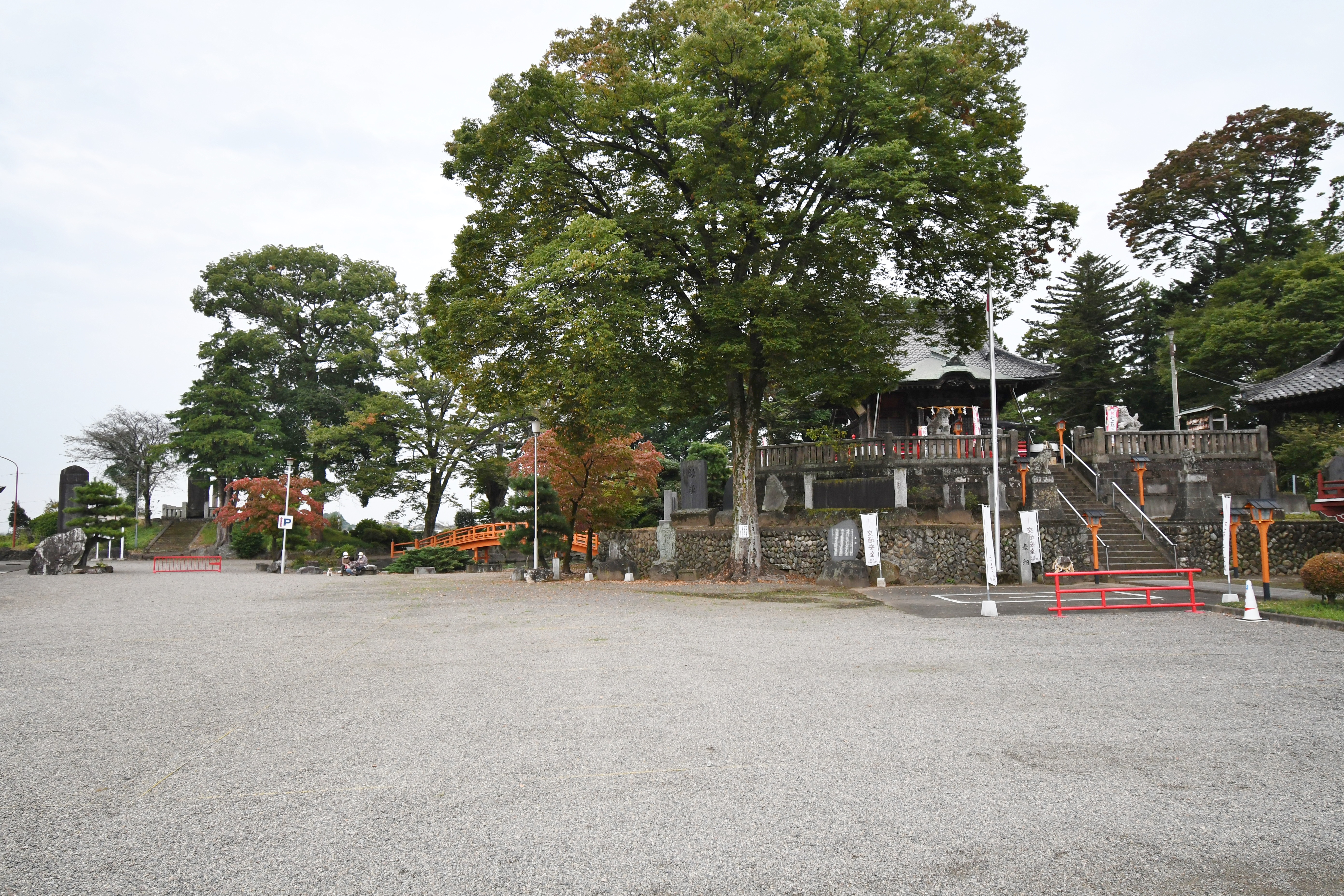
右：諏訪神社古墳
左奥：諏訪神社北古墳

群馬県南部、神流川西岸の沖積地に築造された古墳である。現在は墳丘上に諏訪神社社殿が所在する。1906年（明治39年）に調査が実施されている。
墳形は前方後円形で、前方部を西方向に向ける。墳丘外表では円筒埴輪（朝顔形埴輪含む）・形象埴輪（靫形・鞆形・人物埴輪など）が認められているが、葺石は明らかでない。また墳丘周囲には周濠が巡らされ、現在も北側に池として認められる。埋葬施設は両袖式の横穴式石室で、南西方向に開口する。切石積みによって構築された整美な石室であり、石室内の調査では人骨のほか装飾付大刀・武器・武具・馬具・須恵器など多数の副葬品が出土している。築造時期は古墳時代後期の6世紀後半頃と推定される。
古墳域は1974年（昭和49年）に藤岡市指定史跡に指定された。現在では石室内への立ち入りは制限されている。

## 遺跡歴
- 1906年（明治39年）、柴田常恵による調査。副葬品多数出土（東京大学所蔵。1910年に報告）[1]。
- 1974年（昭和49年）3月26日、藤岡市指定史跡に指定[2]。

## 墳丘

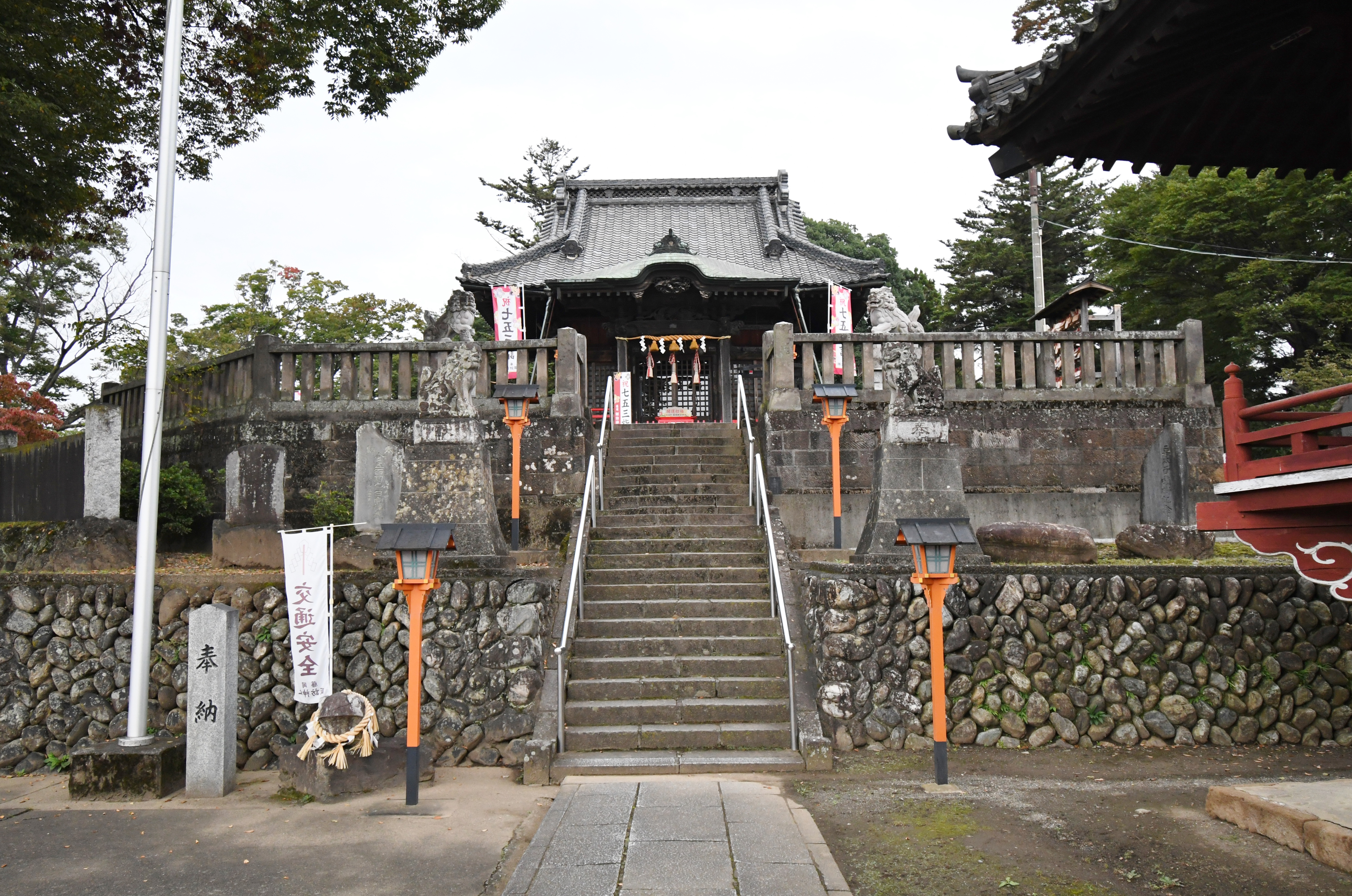
墳丘

墳丘の規模は次の通り。
- 墳丘長：57メートル
- 後円部
  - 直径：37メートル
  - 高さ：4メートル

墳丘周囲には周濠が巡らされる。墳丘北側では現在も池として遺存しており、かつては墳丘東側まで巡ったというが、1967年（昭和42年）頃に埋め立てられている。また、前方部西側の神楽殿を1906年（明治39年）に建てる際、地盤が緩く通常の地業では困難で松の丸太を打ち込んだとされ、周濠が神楽殿付近までは及んでいた様子が示唆される。

## 埋葬施設

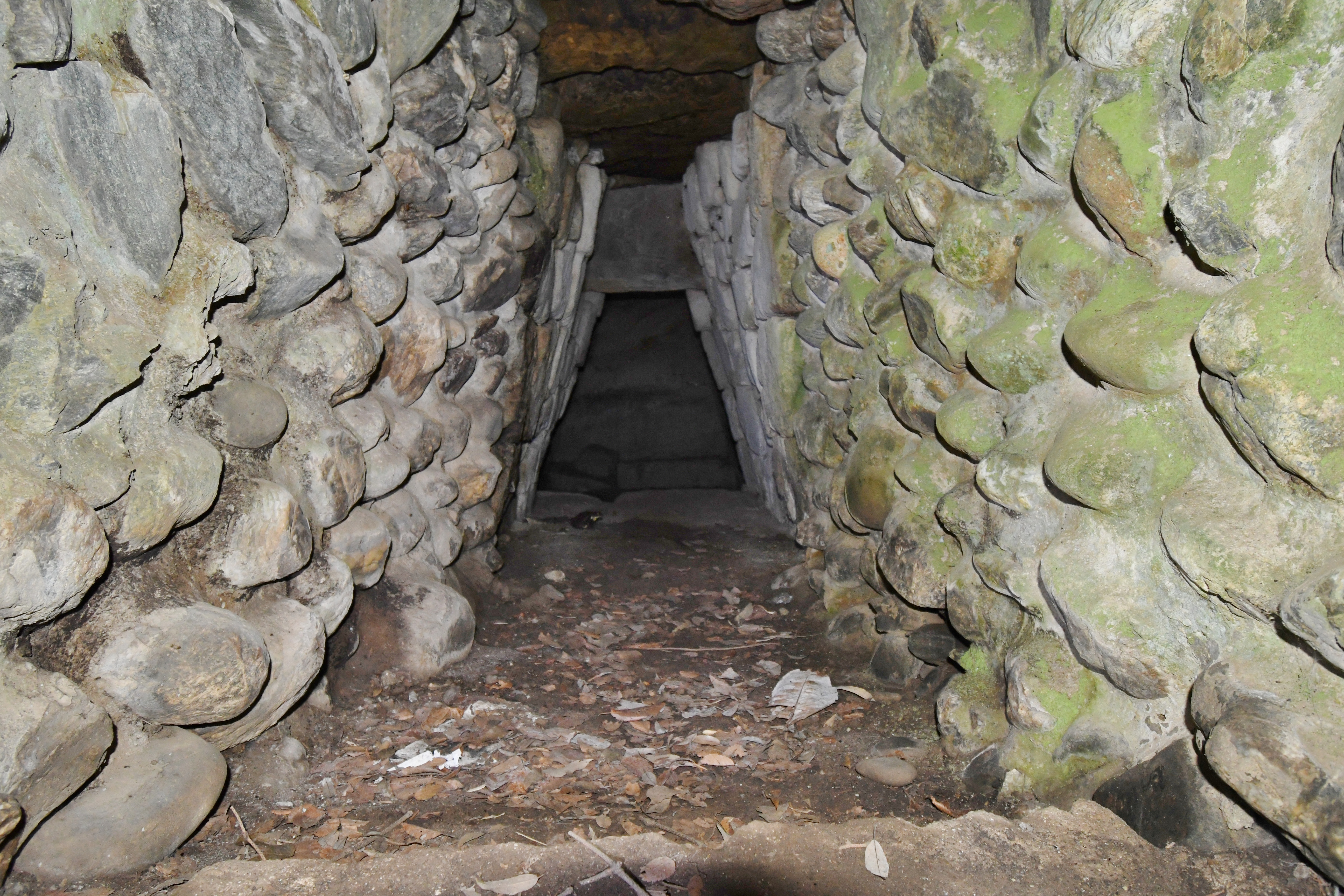
石室内部

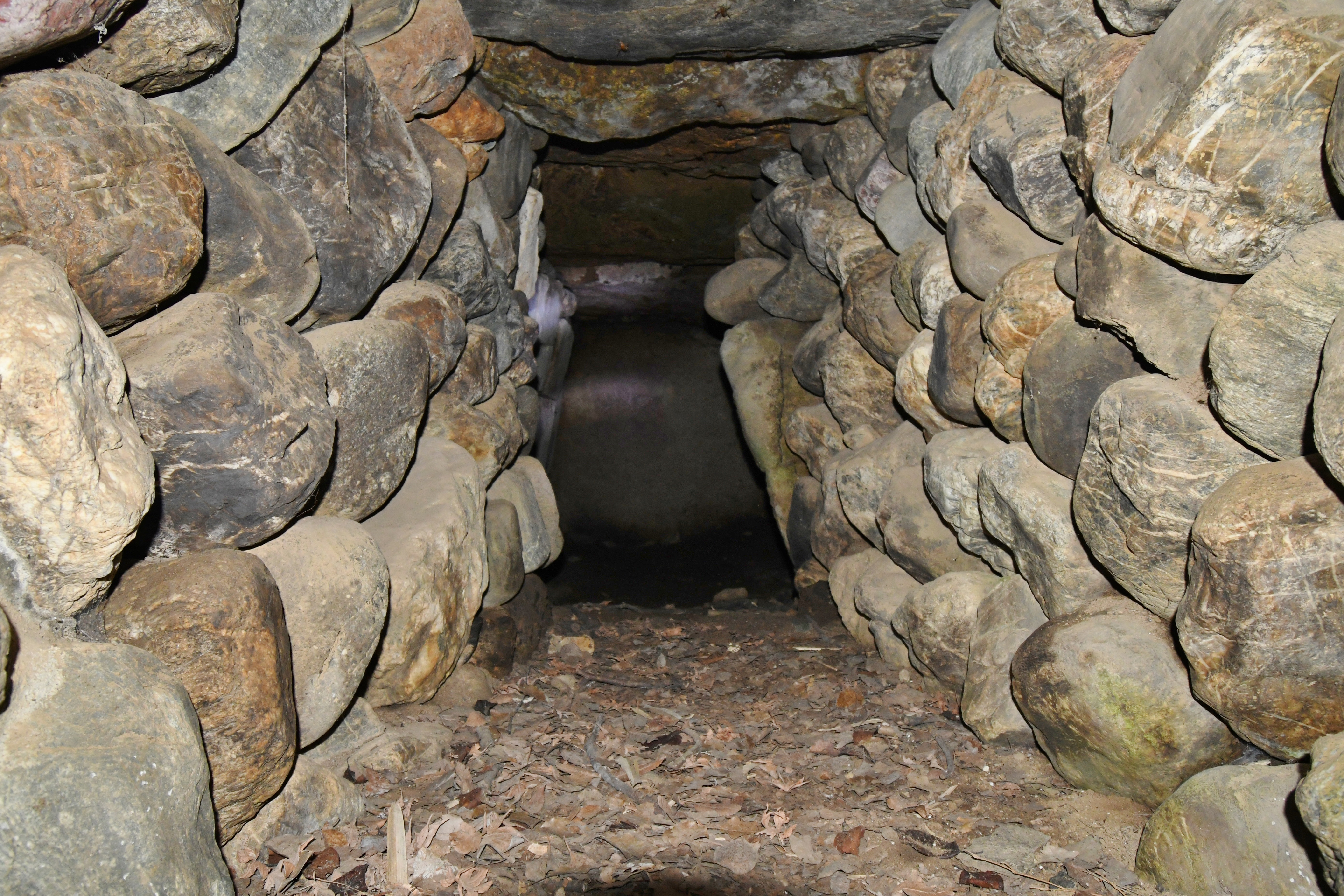
石室内部
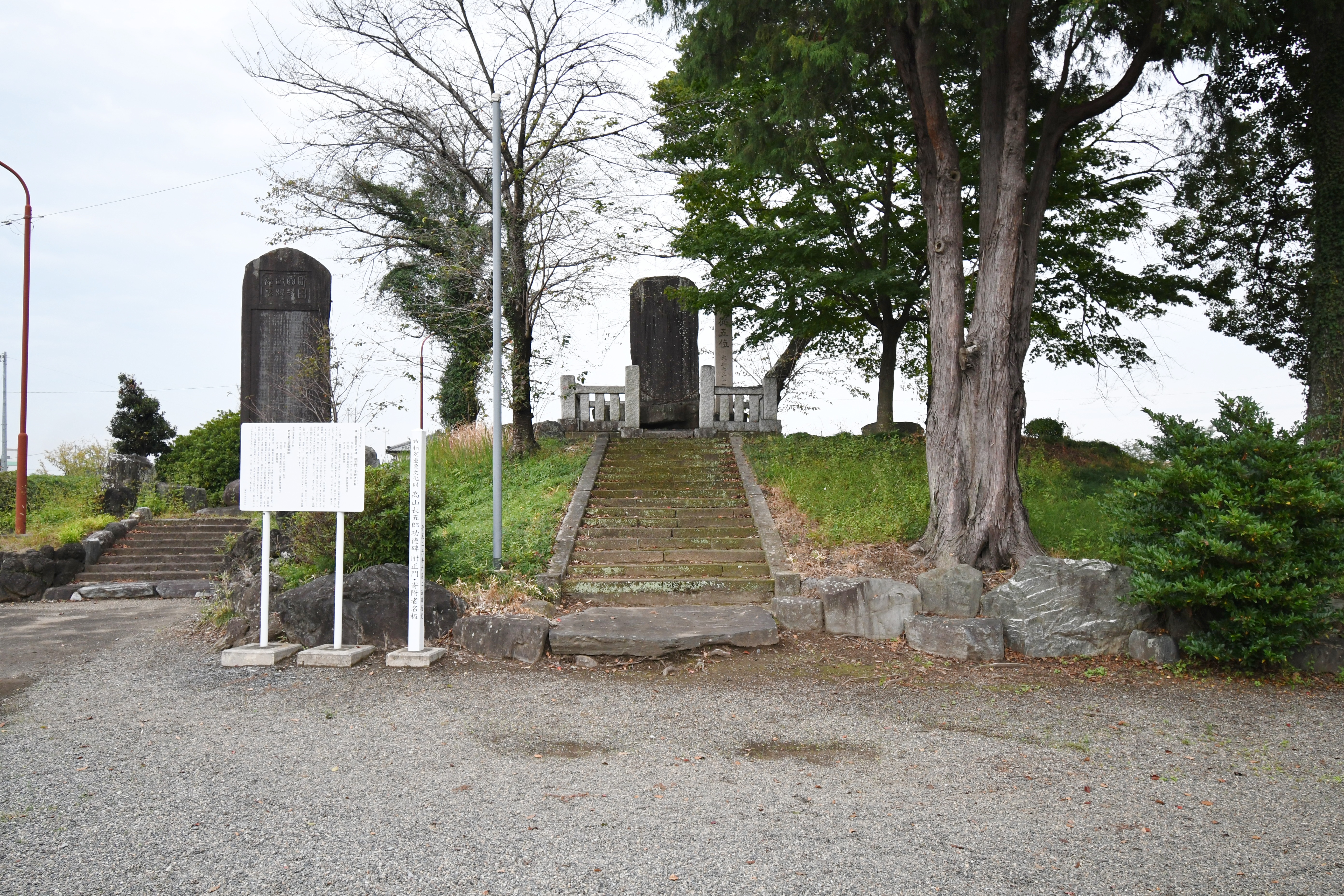
墳丘 墳丘上に高山長五郎頌徳碑・町田菊次郎頌徳碑（藤岡市指定重要文化財）。

埋葬施設は両袖式横穴式石室で、南西方向に開口する。石室の規模は次の通り。
- 石室全長：5.9メートル
- 玄室：長さ3.1メートル、幅1.9メートル、高さ2.2メートル（奥壁）

玄室の石材は牛伏砂岩の切石で、羨道は奥から手前2.8メートルは玄室同様であるが、その手前は自然石である。玄室の側壁は大きく内傾する。玄室の平面形は長方形。玄室の奥壁から手前0.7メートルの位置には板状の間仕切り石を立て、その間を棺座とする。玄室の床面は羨道よりも0.42メートル低く、川原石を2層敷いた上に砂、その上に小砂利を敷く。棺座は玄室の床面よりも0.20メートル高く、床面は同様である。玄室と羨道の間は2石を置いて梱石とする。
石室内の調査では、人骨のほか多数の副葬品が出土している。

## 出土品
1906年（明治39年）の調査で石室内から検出された副葬品は次の通り。
- 銀環
- 単鳳環頭大刀
- 直刀
- 衝角付冑
- 挂甲小札類
- 鉄鏃
- 弓弭金具
- 馬具 - 壺鐙、轡、雲珠、鉸具類。
- 須恵器 - 器台、提瓶、平瓶、高坏など。

## 諏訪神社北古墳
諏訪神社北古墳（すわじんじゃきたこふん）は、群馬県藤岡市藤岡にある古墳。形状は円墳。史跡指定はされていない。

### 概要
諏訪神社古墳の北西30メートルに位置する。現在は墳丘上に高山長五郎頌徳碑・町田菊次郎頌徳碑（いずれも藤岡市指定重要文化財）が建つ。1906年（明治39年）に諏訪神社古墳とともに調査が実施されている。
墳形は円形で、直径25メートル・高さ2メートルを測る。墳丘外表で葺石・埴輪の有無は明らかでない。埋葬施設は両袖式の横穴式石室で、南南西方向に開口する。截石切組積みによって構築された整美な石室であり、石室内からは多数の遺物が出土したという（現在は所在不明）。築造時期は古墳時代後期の6世紀後半頃と推定され、諏訪神社古墳と同時期の築造と位置づけられる。
現在では石室内への立ち入りは制限されている。なお、本古墳の東側にもかつて古墳があり、直刀2・鉄鏃数本・釿1・銅鋺1の出土が報告されている。

### 埋葬施設
埋葬施設は両袖式横穴式石室で、南南西方向に開口する。石室の規模は次の通り。
- 石室全長：3.8メートル
- 玄室：長さ3.4メートル、幅1.7-1.8メートル、高さ1.65-1.7メートル

石室壁の石材は凝灰岩の切石で、切組積みによって構築される。奥壁は一枚石で、奥壁・側壁とも内傾する。玄室の床面は羨道よりも0.18メートル低く、拳大の転石の上に川原砂を敷く。天井石は牛伏砂岩。
石室内からは多数の遺物が出土し、県庁に届けられたというが、現在は所在不明となっている。
- 石室内部
- 墳丘
墳丘上に高山長五郎頌徳碑・町田菊次郎頌徳碑（藤岡市指定重要文化財）。

## 文化財

### 藤岡市指定文化財
- 史跡
  - 諏訪古墳 - 1974年（昭和49年）3月26日指定[2][4]。

## 関連文献
- 柴田常恵「上野藤岡町の諏訪神社古墳」『東京人類學會雜誌』第25巻第288号、日本人類学会、1910年、201-212頁、doi:10.1537/ase1887.25.207、NAID 130003827583。
- 柴田常恵「上野藤岡町の諏訪神社古墳（承前）」『東京人類學會雜誌』第25巻第289号、日本人類学会、1910年、255-260頁、doi:10.1537/ase1887.25.255、NAID 130003827590。